# En un mundo nuevo
"En un mundo nuevo" ("Num mundo novo") foi a canção que representou a Espanha no Festival Eurovisão da Canção 1971, interpretada em espanhol por Karina. Foi a sexta canção a desfilar na noite do evento, a seguir à canção alemã "Diese Welt", cantada por Katja Ebstein e antes da canção francesa "Un jardin sur la terre", interpretada por Serge Lama. A canção espanhola terminou em segundo lugar, obtendo um total de 116 pontos.

## Autores
- Letra: Tony Luz
- Música: Rafael Trabucchelli
- Direção de orquestra: Waldo de Los Ríos

## Letra
A canção é uma balda, na qual Karina diz que nós devemos ter esperança, fé dentro de nós, alegria de viver, porque um novo mundo melhor virá para todos.